# C-123 (航空機)
C-123 プロバイダー
- 用途：輸送機
- 設計者：Michael Stroukoff
- 製造者：フェアチャイルド、チェース・エアクラフト
- 運用者： アメリカ合衆国（アメリカ空軍など）他
- 初飛行：1949年10月14日
- 生産数：302機

C-123 プロバイダー (Fairchild C-123 Provider) は、第二次世界大戦後に作られた軍用輸送機。太い胴体に高翼式主翼、主輪を収納するバルジ、スロープも兼ねる後部大型カーゴベイドアなど、その後の軍用輸送機の基本となるスタイルを初めて取り入れた機体である。

## 概要
元々、本機はアメリカ空軍向けの強襲用グライダーXCG-20として、チェース・エアクラフト社によって設計された。社内での呼称はMS-8 Avitrucであった。1950年代初頭にはXCG-20を元にして、搭載エンジンが異なるXC-123とXC-123Aの2種類のモーターグライダーが開発された。XC-123Aは、J47ターボジェットエンジンをB-47と同様の連装式ポッドに収容したものであった。これは米空軍初のジェット輸送機となったが、最終的に試作機の域を脱せず、生産は1機（47-787）のみに留まった。一方、XC-123は、従来のC-46やC-82と同様のレシプロエンジンであるプラット・アンド・ホイットニー R-2800を採用した。
XC-123Aは生産するには高価すぎることが明らかになったが、一方で、XC-123は空軍に対して優れた印象を与え、5機の量産前生産（増加試作）機が、C-123Bとして発注された。この頃から経営資本の委譲に伴い、米フェアチャイルド社が製造を行うようになり、1953年10月、同社を主契約者として、293機のC-123Bの生産が発注された。同社は当時、C-119 フライングボックスカー輸送機を生産していたが、これは、収容人数においては本機とほぼ同等の能力を有していた。この契約に基づいて生産されたC-123Bは1955年より就役を開始した。
1956年には、C-123Bを元に発展させた改良型としてYC-134が開発されたが、これは試作機1機が製作されたのみで、量産発注は行われなかった。また同年にはC-136の開発が発注されたが、これは実機が製作される前にキャンセルされた。
1962年には、補助推力としてゼネラル・エレクトリック J85ターボジェットエンジンを搭載したC-123Kが開発され、183機の-123Bが-123Kに改修された。
なお、ベトナム戦争では枯葉剤の散布も行った。

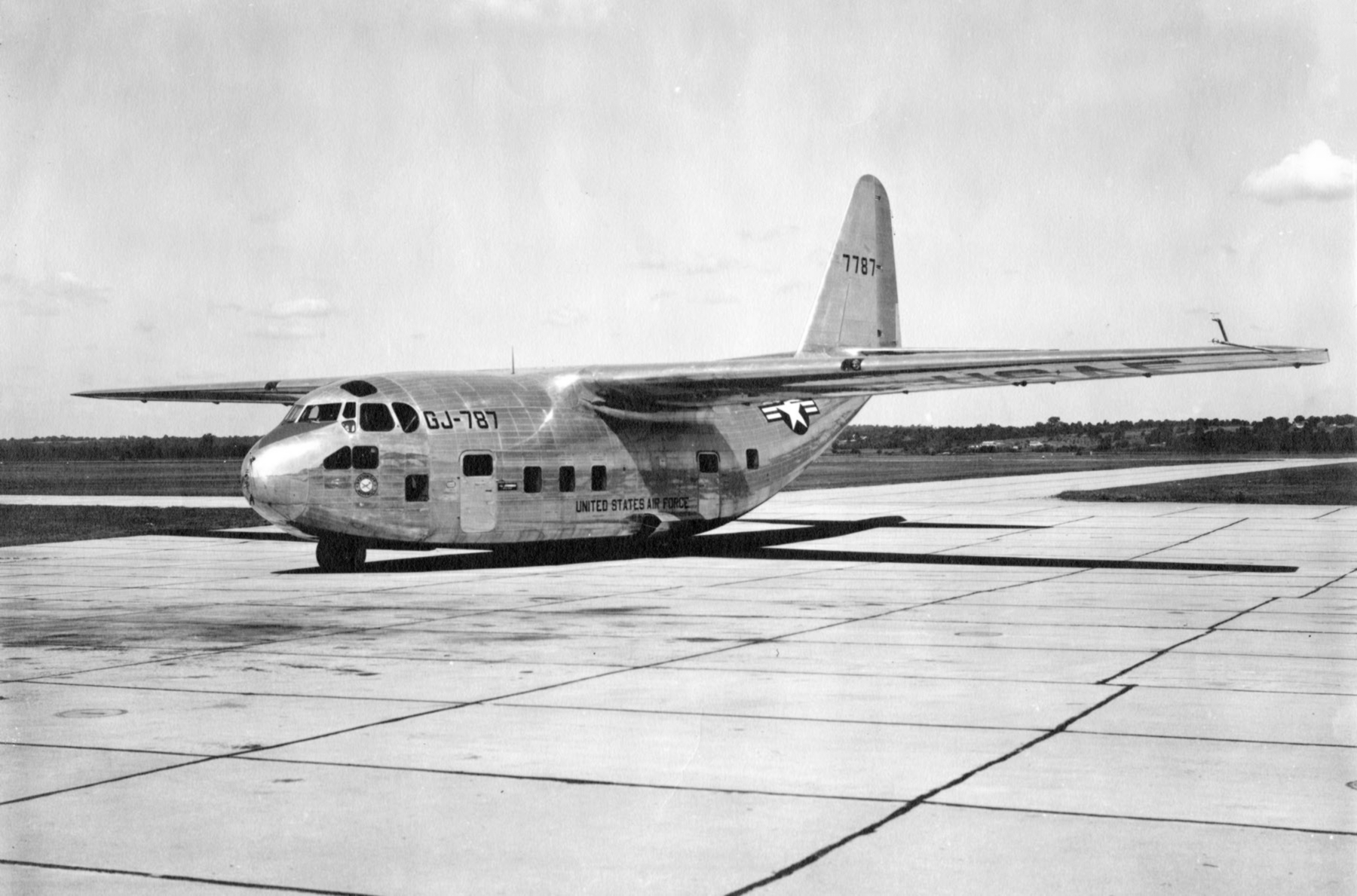
原型となったXCG-20
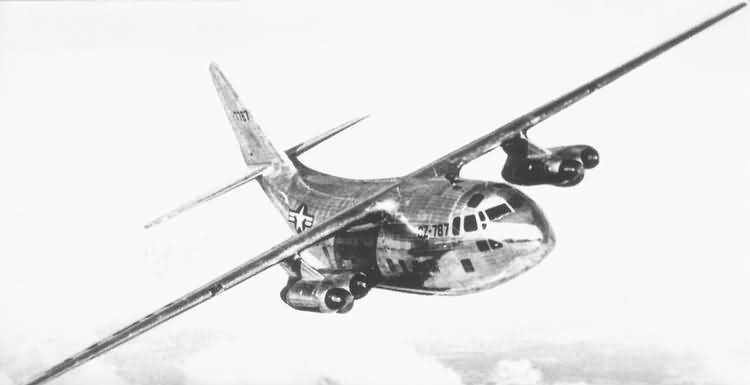
XC-123A
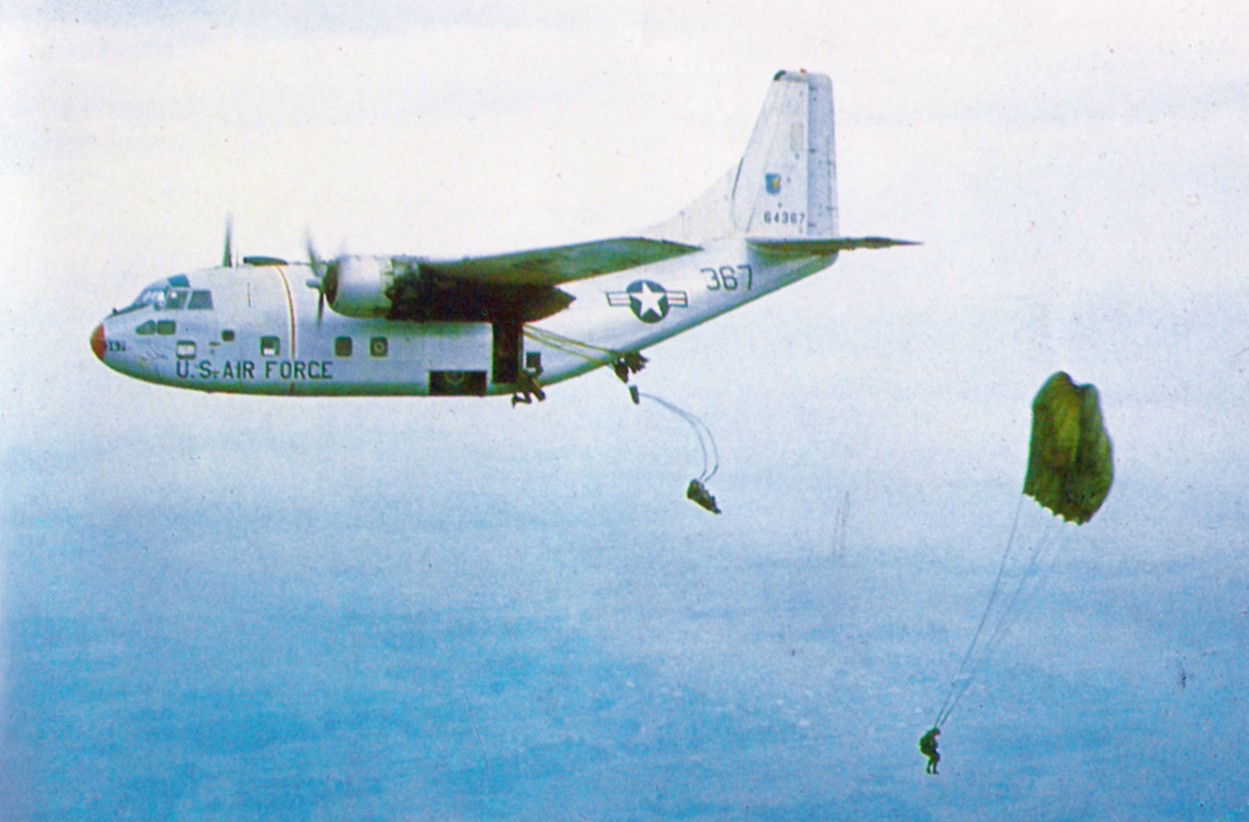
空挺隊員を降下させるC-123B
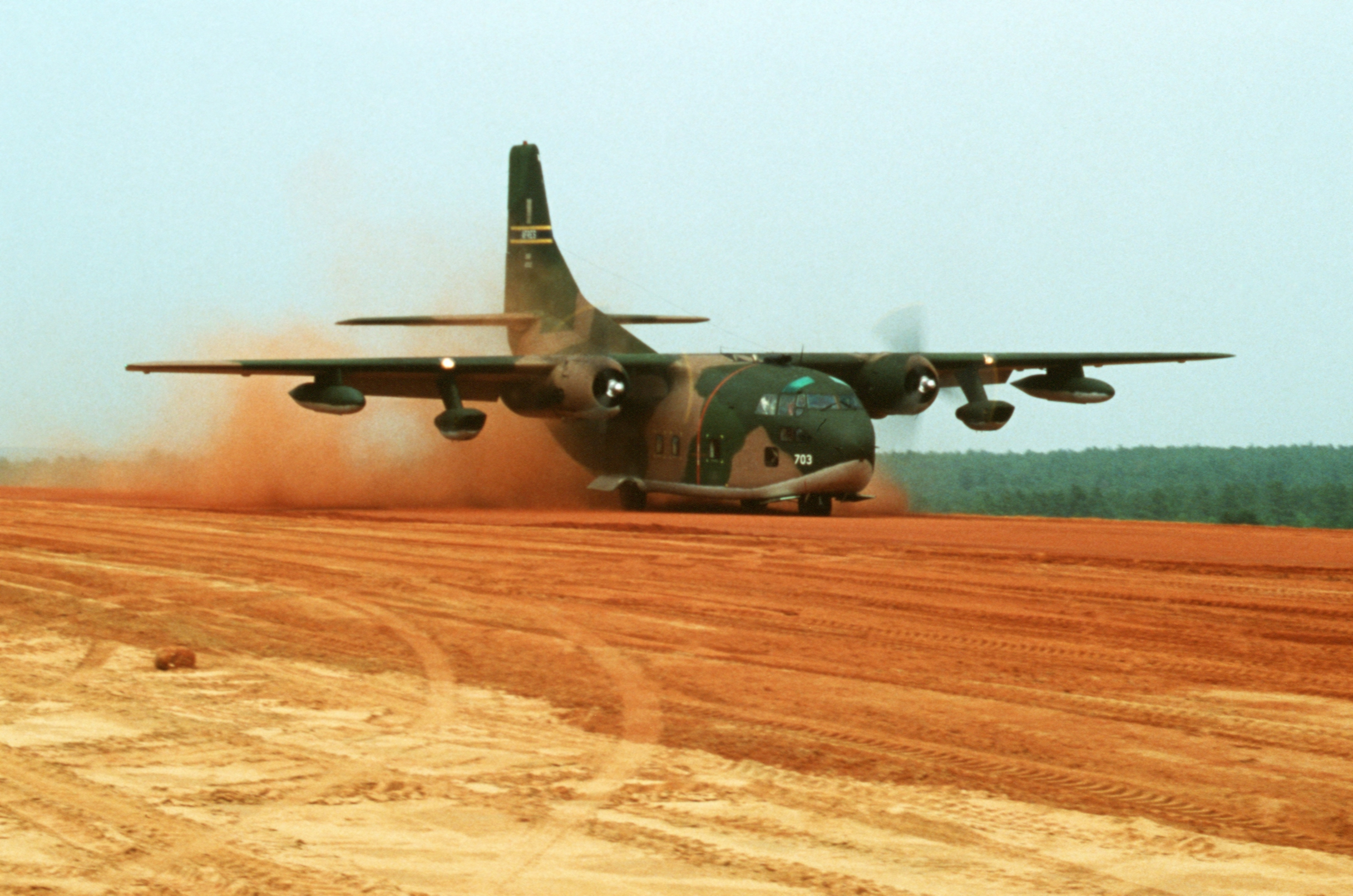
不整地滑走路に着陸するC-123K
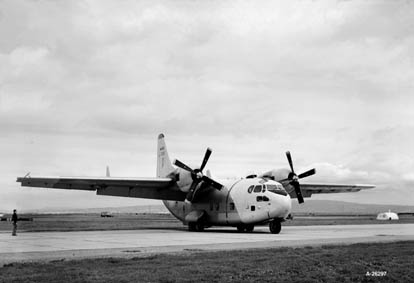
YC-134の試作機

## 仕様 (C-123K)
出典: Air Heritage Inc. (2011年3月28日). “C-123K Provider - Air Heritage Inc.” (英語). 2011年12月23日閲覧。
諸元
- 乗員: 4名
- 定員: 兵士62名
- ペイロード: 10,886 kg （24,000 lb）
- 全長: 23.24 m （76 ft 3 in）
- 全高: 10.36 m （34 ft）
- 翼幅: 30.48 m（100 ft）
- 翼面積: 113.62 m2 （1223 ft2）
- 空虚重量: 14,060 kg
- 最大離陸重量: 27,000 kg
- 動力:
  - ゼネラル・エレクトリック J85-GE-17 ターボジェットエンジン、13 kN （2,850 lbf）  × 2
  - プラット・アンド・ホイットニー R-2800-99W レシプロエンジン、2,298 ehp （1,715 kW）   × 2

性能
- 最大速度: 407 km/h (220 kn)
- 巡航速度: 300 km/h (160 kn)
- 航続距離: 2,157 km (1,165 nmi)

## 運用国
- アメリカ合衆国 - アメリカ空軍、アメリカ沿岸警備隊、連邦保安官局
- エルサルバドル - エルサルバドル空軍
- カンボジア - カンボジア空軍
- サウジアラビア - サウジアラビア空軍
- タイ - タイ空軍
- フィリピン - フィリピン空軍
- ブラジル - ブラジル空軍（2機をヴァリグ・ブラジル航空に売却）
- ベネズエラ - ベネズエラ空軍
- ラオス - ラオス空軍
- 韓国 - 韓国空軍
- 台湾 - 台湾空軍（1962年から1973年の間、第34飛行中隊：通称「黒蝙蝠」」にて運用）
- ベトナム共和国 - 南ベトナム空軍

## 登場作品

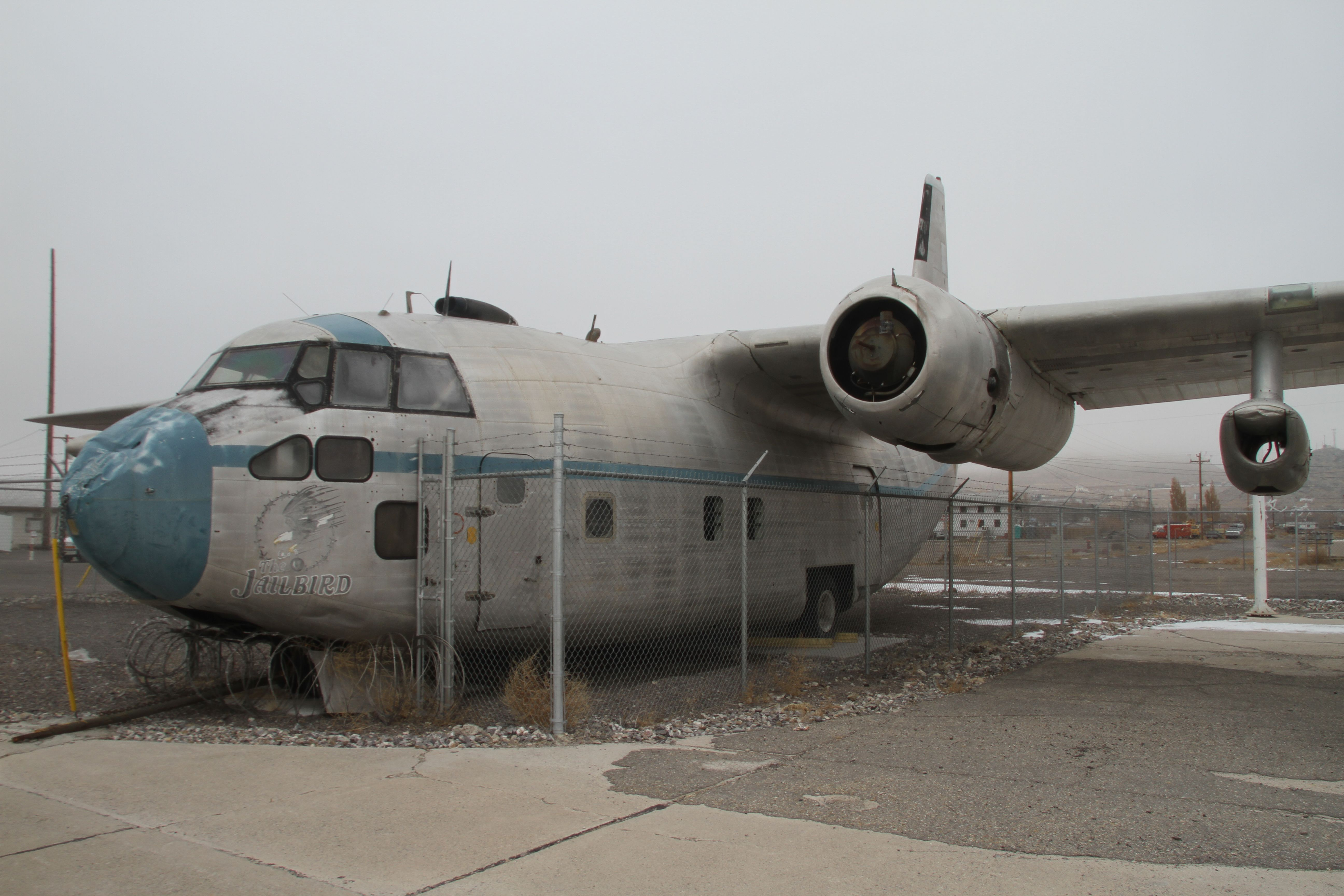
「コン・エアー」の撮影に使用されたC-123K。機首側面部にJAILBIRD（監獄鳥）の紋章が入っている

### 映画
『コン・エアー』
連邦保安局の輸送機としてC-123Kが登場。主人公を含む囚人たちの輸送を行っていた最中、囚人の一人であるサイラス・グリサムの計画で起きた囚人たちの反乱により、ハイジャックされてしまう。
『エア★アメリカ』
ベトナム戦争真っ只中の1969年。CIAが、ラオス国内に秘密裏に設立していた航空会社「エア・アメリカ」で主人公のメル・ギブソン演じるイロットのジーンがジェットエンジンが付いているのでCｰ123Kと思われる機体を操縦している。
その他にもベトナム民兵に銃撃されて白煙を引きながら飛行するシーンや、緊急着陸場と思われる場所にはクラッシュしてスクラップになったC-123が登場する。

### その他
C-123は1990年のアメリカ映画『ダイ・ハード2』に登場する機体（悪役の1人であるラモン・エスペランザを護送してきた機体として、主人公のジョン・マクレーンが射出座席を使って脱出する機体でもある）である、と解説されていることがあるが、作中に登場するものは胴体部と主翼はC-123に近似しているものの、エンジンはジェットエンジンを片翼に2基、計4基搭載しているジェット4発機であり、架空の機体である。この機体は実際のC-123を基に合成による画像加工と特撮用に製作された模型が用いられた、映画オリジナルのものである。